# Liste der Baudenkmale in Rohrsen
In der Liste der Baudenkmale in Rohrsen sind alle Baudenkmale der niedersächsischen Gemeinde Rohrsen aufgelistet. Die Quelle der Baudenkmale ist der Denkmalatlas Niedersachsen. Der Stand der Liste ist der 29. Oktober 2020.

## Allgemein
In den Spalten befinden sich folgende Informationen:
- Lage: die Adresse des Baudenkmales und die geographischen Koordinaten. Kartenansicht, um Koordinaten zu setzen. In der Kartenansicht sind Baudenkmale ohne Koordinaten mit einem roten Marker dargestellt und können in der Karte gesetzt werden. Baudenkmale ohne Bild sind mit einem blauen Marker gekennzeichnet, Baudenkmale mit Bild mit einem grünen Marker.
- Bezeichnung: Bezeichnung des Baudenkmales
- Beschreibung: die Beschreibung des Baudenkmales. Unter § 3 Abs. 2 NDSchG werden Einzeldenkmale und unter § 3 Abs. 3 NDSchG Gruppen baulicher Anlagen und deren Bestandteile ausgewiesen.
- ID: die Objekt-ID des Baudenkmales
- Bild: ein Bild des Baudenkmales, ggf. zusätzlich mit einem Link zu weiteren Fotos des Baudenkmals im Medienarchiv Wikimedia Commons. Wenn man auf das Kamerasymbol klickt, können Fotos zu Baudenkmalen aus dieser Liste hochgeladen werden:

## Rohrsen

### Gruppe: Dorfstraße 33
Die Gruppe „Dorfstraße 33“ hat die ID 31036597.

| Lage                                      | Bezeichnung              | Beschreibung                                   | ID       | Bild |
| ----------------------------------------- | ------------------------ | ---------------------------------------------- | -------- | ---- |
| Dorfstraße 33 52° 42′ 44″ N, 9° 13′ 48″ O | Wohn-/Wirtschaftsgebäude | Zweiständerbau aus dem Jahr 1679, Halbwalmdach | 31063938 |      |
| Dorfstraße 33 52° 42′ 44″ N, 9° 13′ 47″ O | Schafstall               | Gefügebau von Anfang 19. Jh., Lehmstak         | 31063918 |      |

### Gruppe: Dorfstraße 10
Die Gruppe „Dorfstraße 10“ hat die ID 31037040.

| Lage                                      | Bezeichnung              | Beschreibung                                                                                             | ID       | Bild |
| ----------------------------------------- | ------------------------ | --- | -------- | ---- |
| Dorfstraße 10 52° 42′ 34″ N, 9° 13′ 46″ O | Wohn-/Wirtschaftsgebäude | Das massive Backsteingebäude wurde zu Beginn des 20. Jahrhunderts unter einem Krüppelwalmdach errichtet. | 31063895 |      |
| Dorfstraße 10 52° 42′ 34″ N, 9° 13′ 46″ O | Scheune                  | Fachwerktrakt                                                                                            | 31063980 |      |
| Dorfstraße 10 52° 42′ 33″ N, 9° 13′ 46″ O | Hofpflasterung           | Historische Hofpflasterung mit Feldsteinen.                                                              | 31064054 |      |
| Dorfstraße 10 52° 42′ 34″ N, 9° 13′ 47″ O | Baumbestand              | In der südlichen Hofanlage befindet sich ein historischer Eichenbestand.                                 | 31064033 |      |

### Einzelbaudenkmale
| Lage                                 | Bezeichnung    | Beschreibung                                                   | ID       | Bild |
| ------------------------------------ | -------------- | -------------------------------------------------------------- | -------- | ---- |
| Eichenweg 52° 42′ 38″ N, 9° 14′ 4″ O | Kriegerdenkmal | Pyramidenförmig aus Sandsteinquadern errichtet, 1927 errichtet | 31063960 |      |

### Ehemalige Baudenkmale
| Lage                                        | Bezeichnung | Beschreibung | ID       | Bild |
| ------------------------------------------- | ----------- | --- | -------- | ---- |
| Wilhelmstraße 2 52° 42′ 37″ N, 9° 13′ 59″ O | Schule      | Alte Schule (2003 als Denkmal aufgenommen, 2004 wieder gestrichen). 1913 errichteter eingeschossiger Bau, 1951 erweitert. |          |      |
| Dorfstraße 26 52° 42′ 50″ N, 9° 13′ 53″ O   | Schafstall  | Fachwerkbau, Wandständerbau in Ankerbalkenzimmerung unter Halbwalmdach. Östliche Hälfte wohl Mitte 17. Jh., westliche Hälfte 1807 erbaut (im Winter 2020 abgebrochen). Nach Dörverden auf das Kulturgut Ehmken Hoff transloziert | 31064014 |      |